# Юхтриц, Фридрих фон
Петер Фридрих фон Юхтриц (нем. Friedrich von Uechtritz; 12 сентября 1800, близ Гёрлиц, Саксония — 15 февраля 1875, там же) — немецкий писатель

, поэт, драматург, юрист, судья.

## Биография

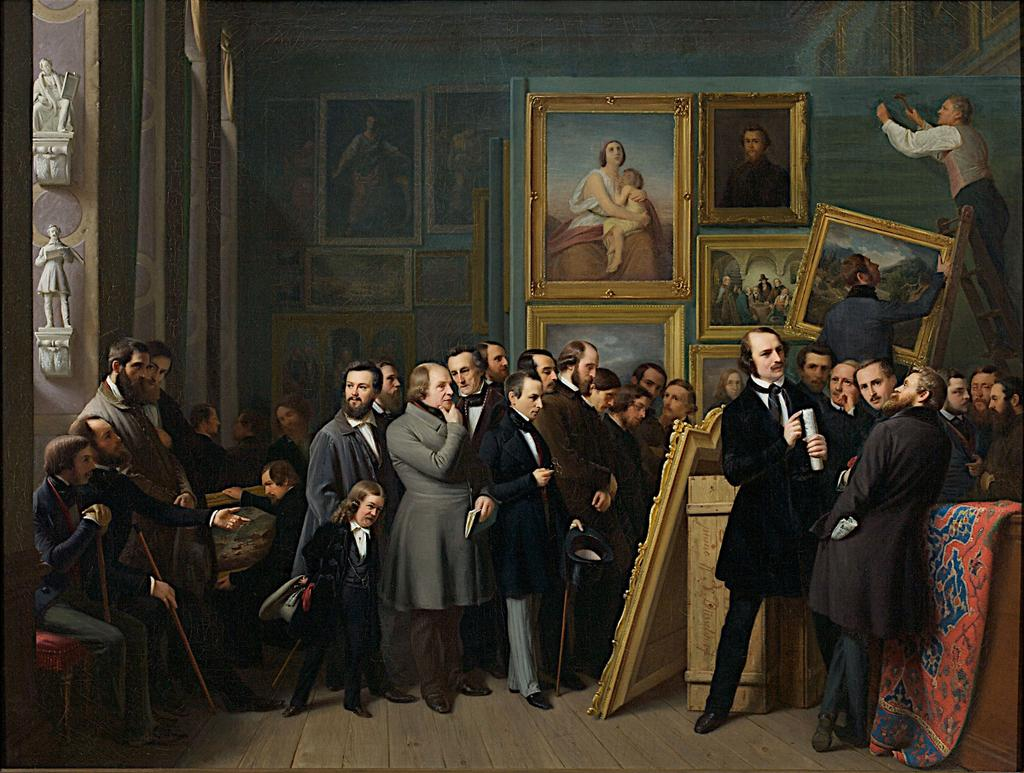
Выставка картин дюссельдорфских художников в художественной академии. Фридрих фон Юхтриц в центре с папкой

Родился в протестантской семье. С 1818 года изучал право в университете Лейпцига. Познакомился с Людвигом Тиком и Адамом-Генрихом Мюллером. В студенческие годы пробовал свои силы в поэзии.
С 1821 года поселился в Берлине. Служил в органах правосудия. С 1829 года работал в Дюссельдорфе сначала судебным заседателем, с 1833 года — советником юстиции. В 1858 году ушёл с государственной службы в звании тайного советника юстиции.
Активно участвовал в культурной жизни Дюссельдорфа.

## Творчество
Автор ряда драм, лирических стихов и прозаических сочинений.

## Избранные произведения
Драматургия
- Galeazzo Sforza (Трагедия в трёх действиях, 1822)
- Chrysostomus (драма в пяти действиях, 1822)
- Rom und Spartakus (в 2 т.) (трагедия в пяти действиях, 1823)
- Rom und Otto (3 т.) (Трагедия в пяти действиях, 1823)
- Alexander und Darius (Трагедия в пяти действиях, 1824/1825)
- Das Ehrenschwerdt (трагедия в пяти действиях, 1827)
- Der Geheimerath (трагическая комедия в трех действиях, 1830)
- Das historische Gemählde (пьеса, 1830)
- Rosamunde (Трагедия в пяти действиях, 1830)
- Die Babylonier in Jerusalem (драматическая поэма в трех частях, 1835)

Проза
- Blicke in das Düsseldorfer Kunst- und Künstlerleben (в 2 томах, Дюссельдорф , 1839—1840)
- Ehrenspiegel des deutschen Volkes und vermischte Gedichte (Дюссельдорф 1842)
- Albrecht Holm, eine Geschichte aus der Reformationszeit (в 7 томах, Берлин, 1851/52)
- Der Bruder der Braut oder sittliche Lösung ohne rechtliche Sühne (в 3 томах, Штутгарт 1860)
- Eleazar, eine Erzählung aus der Zeit des großen jüdischen Kriegs im ersten Jahrhundert nach Christus, (в 3 томах, Йена, 1867)
- Studien eines Laien über den Ursprung (1876).